# Université de Lübeck
L'université de Lübeck est une université de recherche située à Lübeck dans le Nord de l'Allemagne. 
Elle se consacre presque entièrement à la médecine et aux sciences. En 2006, 2009 et 2016, elle a été classée à la première place dans le domaine de la médecine parmi toutes les universités d'Allemagne, d'Autriche et de Suisse.

## Description
L'université a une faculté de médecine et une faculté de technologie et de sciences naturelles. Elle propose des diplômes professionnels et des doctorats. Au cours du semestre d'hiver 2007-2008, le programme de doctorat Informatique en médecine et en sciences de la vie a été introduit lors de la création de l'école doctorale d'informatique et des sciences de la vie de l'université.
En 2017 l'université comptait plus de 4 000 étudiants. En 2003, l’hôpital universitaire affilié de l’université de Lübeck a fusionné avec celui de l’université de Kiel pour devenir l’hôpital universitaire de Schleswig-Holstein, ce qui en fait le deuxième plus grand centre hospitalier d'Allemagne. L'université de Lübeck et son hôpital universitaire comptent plus de 5 300 membres et constituent le plus grand employeur de la région de Lübeck. 